# Nedo Barzanti
Nedo Barzanti (Monterotondo Marittimo, 22 settembre 1937 – Grosseto, 10 ottobre 2006) è stato un politico italiano.

## Biografia
Iscritto al Partito Comunista Italiano fin dalla giovane età, ha studiato alle scuola delle Frattocchie, ricopre prima l'incarico di consigliere comunale a Massa Marittima, poi di segretario provinciale grossetana della FGCI e di capogruppo consiliare al comune di Grosseto e poi alla provincia.
Viene eletto alla Camera dei deputati nelle file del PCI nel 1983 e viene riconfermato anche dopo le elezioni del 1987.
In seguito alla svolta della Bolognina, è tra i promotori di Rifondazione Comunista in Toscana; conferma il seggio a Montecitorio dopo le elezioni del 1992 e per un'ultima volta dopo quelle del 1994.
Nel 1998 è fra i fondatori del Partito dei Comunisti Italiani, di cui svolge l'incarico di segretario provinciale a Grosseto e di responsabile nazionale delle politiche agricole. Candidato per il PdCI alle elezioni europee del 1999 nella circoscrizione dell'Italia centrale, non risulta eletto.
Sposato con Liana, ebbe due figli: Walter (morto a 45 anni nel 2005) e Marco (anch'egli impegnato in politica come segretario del PdCI a Grosseto).
Nel 2004 viene colpito da un infarto, da cui non si riprenderà mai completamente, fino alla morte avvenuta nel 2006 a 69 anni.